# Reiko Aylesworth
Reiko M. Aylesworth (Chicago, 9 dicembre 1972) è un'attrice statunitense, nota principalmente per il ruolo di Michelle Dessler nella serie televisiva 24.

## Biografia
Nata a Chicago (nell'Illinois), ma cresciuta a Springfield, il 9 dicembre 1972 da una famiglia di origini gallesi, olandesi e giapponesi, fin da giovanissima inizia ad interessarsi alla recitazione, ma quando con la famiglia si trasferisce a Seattle, studia neuroscienze all'Università di Washington, con l'intento di diventare neurochirurgo. Mentre studia all'università, partecipa a diversi produzioni teatrali locali, grazie alle quali si fa notare da alcuni talent scout della ABC.
La sua carriera inizia nel 1993, quando ottiene il ruolo di Rebecca Lewis nella soap opera Una vita da vivere, successivamente è guest star di un episodio di Law & Order - I due volti della giustizia. Lavora in altre produzioni televisive e nello stesso periodo lavora a teatro in tre produzioni Off-Broadway. Nel 1998 debutta sul grande schermo con piccolo ruolo nella commedia romantica C'è posta per te, in seguito recita in Destini incrociati e Man on the Moon. Dopo aver partecipato alle sfortunate serie televisive All Solus e The American Embassy, entrambe cancellate dopo solo sei episodi, si sottopone ad un provino per la parte di Nina Myers nella serie televisiva 24, ma il ruolo viene affidato a Sarah Clarke. Quando sono iniziati i casting per la seconda stagione, la Aylesworth si presenta al provino per il ruolo di Kate Warner, ma le viene preferita Sarah Wynter. Tuttavia, i produttori rimangono molto colpiti da lei e successivamente entra nel cast nel ruolo di Michelle Dessler, che interpreta dalla seconda alla quinta stagione.
Terminata l'esperienza televisiva con 24, torna al cinema recitando in The Killing Floor - Omicidio ai piani alti con Marc Blucas e Mr. Brooks con Kevin Costner. Nel 2007 ha un ruolo di spicco nell'horror fantascientifico Aliens vs. Predator 2. Torna a lavorare per la televisione lavorando nella quattordicesima stagione di E.R. - Medici in prima linea, dove interpreta la guida spirituale dell'ospedale Julia Dupree, e successivamente si fa notare per l'interpretazione di Amy Goodspeed della quinta stagione di Lost.

## Filmografia parziale

### Cinema
- Childhood's End, regia di Jeff Lipsky (1996)
- C'è posta per te (You've Got Mail), regia di Nora Ephron (1998)
- Destini incrociati (Random Hearts), regia di Sydney Pollack (1999)
- Man on the Moon, regia di Miloš Forman (1999)
- The Killing Floor - Omicidio ai piani alti (The Killing Floor), regia di Gideon Raff (2007)
- Mr. Brooks, regia di Bruce A. Evans (2007)
- Aliens vs. Predator 2 (Aliens vs. Predator: Requiem), regia dei Fratelli Strause (2007)
- Bad Parents, regia di Caytha Jentis (2012)
- Rapid Eye Movement, regia di Peter Bishai (2019)
- Dark Harbor, regia di Joe Raffa (2019)

### Televisione
- Law & Order - I due volti della giustizia (Law & Order) – serie TV, episodio 7x20 (1997)
- West Wing - Tutti gli uomini del Presidente (The West Wing) – serie TV, episodio 1x21 (2000)
- All Souls – serie TV, 5 episodi (2001)
- The American Embassy – serie TV, 5 episodi (2002)
- 24 – serie TV, 62 episodi (2002-2006)
- Conviction - Serie TV episodio 1x10 (2006)
- E.R. - Medici in prima linea (ER) – serie TV, 7 episodi (2007-2008)
- Lost – serie TV, episodi 5x08-5x09-5x10 (2009)
- Stargate Universe – serie TV, episodi 1x09-1x16-2x04 (2009-2010)
- Damages – serie TV, 5 episodi (2010)
- The Good Wife – serie TV, episodio 2x08 (2010)
- Fuori dal ring (Lights Out) – serie TV, episodi 1x09-1x10-1x13 (2011)
- Hawaii Five-0 – serie TV, 7 episodi (2011-2012, 2014)
- Elementary – serie TV, episodio 1x04 (2012)
- Person of Interest – serie TV, episodio 2x09 (2012)
- King & Maxwell – serie TV, episodio 1x04 (2013)
- Drop Dead Diva – serie TV, episodio 5x06 (2013)
- Revolution – serie TV, 4 episodi (2014)
- Castle – serie TV, episodio 7x18 (2015)
- NCIS - Unità anticrimine (NCIS) – serie TV, episodio 13x22 (2016)
- The Other F Word – serie TV, 13 episodi (2016-2017)
- Scorpion – serie TV, 10 episodi (2016-2018)
- SEAL Team – serie TV, episodio 1x01 (2017)
- Major Crimes – serie TV, episodio 6x07 (2017)
- Salvation – serie TV, episodio 2x04 (2018)
- The Good Doctor – serie TV, episodio 2x05 (2018)
- Bull – serie TV, episodio 3x13 (2019)
- Tommy – serie TV, episodio 1x03 (2020)
- Hit-Monkey – serie animata, 4 episodi (2021) – voce

## Doppiatrici italiane
Nelle versioni in italiano delle opere in cui ha recitato, Reiko Aylesworth è stata doppiata da:
- Antonella Baldini in 24 (st. 2, ep. 3x23-24, st. 4-5)
- Sabrina Duranti in 24 (st. 3 ep. 1-22)
- Roberta Paladini in Alien vs. Predator 2
- Laura Romano in Damages
- Barbara De Bortoli in Hawaii Five-0
- Giò Giò Rapattoni in Person of Interest
- Irene Di Valmo in NCIS - Unità anticrimine
- Giovanna Rapattoni in Castle
- Monica Ward in Major Crimes
- Claudia Catani in Bull

Da doppiatrice, è stata sostituita da:
- Sabrina Duranti in 24: The Game